# Hypsilurus
Hypsilurus is een geslacht van hagedissen uit de familie agamen (Agamidae).

## Naam en indeling
De groep werd voor het eerst wetenschappelijk beschreven door Wilhelm Peters in 1867. Er zijn zeventien verschillende soorten, inclusief de pas in 2012 wetenschappelijk beschreven soort Hypsilurus capreolatus. Vroeger was het soortenaantal hoger, maar in 2016 zijn een aantal soorten afgesplitst naar het nieuwe geslacht Lophosaurus.

## Uiterlijke kenmerken
Veel soorten hebben felle kleuren en dragen een stekelige rug- en nekkam. Vooral in de nekkam zijn enkele grote en verharde stekels aanwezig.

## Verspreiding en habitat
Alle soorten komen voor in delen van zuidelijk Azië en leven in de landen Indonesië, Nieuw-Guinea en Papoea-Nieuw-Guinea, één soort komt voor in Australië. De habitat bestaat uit vochtige delen van tropische en subtropische bossen. Het zijn boombewoners die leven op de takken.

## Beschermingsstatus
Door de internationale natuurbeschermingsorganisatie IUCN is aan alle soorten een beschermingsstatus toegewezen. Elf soorten worden beschouwd als 'veilig' (Least Concern of LC) en vijf soorten als 'onzeker' (Data Deficient of DD). De soort Hypsilurus macrolepis ten slotte wordt gezien als 'gevoelig' (Near Threatened of NT).

## Soorten
Het geslacht omvat de volgende soorten, met de auteur en het verspreidingsgebied.
| Naam                        | Auteur                 | Verspreidingsgebied                          |
| --------------------------- | ---------------------- | -------------------------------------------- |
| Hypsilurus auritus          | Meyer, 1874            | Nieuw-Guinea, Indonesië, Papoea-Nieuw-Guinea |
| Hypsilurus binotatus        | Meyer, 1874            | Indonesië, Papoea-Nieuw-Guinea               |
| Hypsilurus bruijnii         | Peters & Doria, 1878   | Indonesië, Papoea-Nieuw-Guinea               |
| Hypsilurus capreolatus      | Kraus & Myers, 2012    | Papoea-Nieuw-Guinea                          |
| Hypsilurus geelvinkianus    | Peters & Doria, 1878   | Indonesië, Papoea-Nieuw-Guinea               |
| Hypsilurus godeffroyi       | Peters, 1867           | Nieuw-Guinea                                 |
| Hypsilurus hikidanus        | Manthey & Denzer, 2006 | Indonesië                                    |
| Hypsilurus longi            | Macleay, 1877          | Australië (Queensland), Nieuw-Guinea         |
| Hypsilurus macrolepis       | Peters, 1873           | Salomonseilanden                             |
| Hypsilurus magnus           | Manthey & Denzer, 2006 | Indonesië, Papoea-Nieuw-Guinea               |
| Hypsilurus modestus         | Meyer, 1874            | Indonesië, Nieuw-Guinea                      |
| Hypsilurus nigrigularis     | Meyer, 1874            | Nieuw-Guinea                                 |
| Hypsilurus ornatus          | Manthey & Denzer, 2006 | Papoea-Nieuw-Guinea                          |
| Hypsilurus papuensis        | Macleay, 1877          | Nieuw-Guinea                                 |
| Hypsilurus schoedei         | Vogt, 1932             | Papoea-Nieuw-Guinea                          |
| Hypsilurus schultzewestrumi | Urban, 1999            | Papoea-Nieuw-Guinea, mogelijk in Indonesië   |
| Hypsilurus tenuicephalus    | Manthey & Denzer, 2006 | Indonesië                                    |